# Должанская (Краснодарский край)
Должа́нская — станица в Ейском районе Краснодарского края, образует Должанское сельское поселение.
Приморская курортная местность. В просторечии название станицы произносится как Должа́нка.

## Население
| 1939  | 1959  | 2002  | 2010  | 2012  | 2013  | 2014  |
| ----- | ----- | ----- | ----- | ----- | ----- | ----- |
| 7302  | ↘7098 | ↗7102 | ↘7019 | ↘6954 | ↘6909 | ↘6898 |
| 2015  | 2016  | 2017  | 2018  | 2019  | 2020  | 2021  |
| ↘6863 | ↘6810 | ↘6725 | ↘6673 | ↘6624 | ↘6590 | ↗6652 |
| 2023  |       |       |       |       |       |       |
| ↗6657 |       |       |       |       |       |       |

## История
Станица Должанская основана в 1848 году. До 1920 года входила в Ейский отдел Кубанской области (см. Кубанские казаки).

## География
Станица Должанская расположена в 40 км к западу от города Ейск, на северо-западном окончании Ейского полуострова, у основания песчаной косы Долгой.
Побережье станицы омывается с северо-востока водами Таганрогского залива, а с юго-запада — открытого Азовского моря. В нескольких километрах от окончания Долгой косы расположена группа островов.

### Климат
Должанский климат — умеренно континентальный, с мягкой, малоснежной зимой и жарким летом.
- Средняя скорость ветра — 6,4 м/с. Средняя относительная влажность воздуха — 76 %.
- Среднее число дней в году со скоростью ветра более 17 м/с — 38.
- Среднее число ясных дней в году — 79. Среднее число пасмурных дней — 113. Средняя облачность — 6 баллов. Минимальная средняя облачность — 3 балла (июль, август). Максимальная средняя облачность — 8 (декабрь, январь, февраль).
- Среднее число дней с осадками — 105, из них со снегом — 22, с метелью — 9, с грозой — 24. Среднее число дней с туманом — 44.
- Максимальное количество осадков за сутки (за всю историю наблюдения) — 86 мм.

| Показатель                    | Янв. | Фев. | Март | Апр. | Май  | Июнь | Июль | Авг. | Сен. | Окт. | Нояб. | Дек. | Год  |
| ----------------------------- | ---- | ---- | ---- | ---- | ---- | ---- | ---- | ---- | ---- | ---- | ----- | ---- | ---- |
| Средний суточный максимум, °C | 0,2  | 1,2  | 6,2  | 15,5 | 22,0 | 26,0 | 28,3 | 27,5 | 22,3 | 14,9 | 8,0   | 3,2  | 14,6 |
| Средняя температура, °C       | −2,8 | −2   | 2,6  | 11,0 | 17,2 | 21,4 | 23,5 | 22,8 | 17,7 | 10,7 | 4,9   | 0,6  | 10,6 |
| Средний суточный минимум, °C  | −5,7 | −5,1 | −1   | 6,5  | 12,5 | 16,8 | 18,9 | 18,1 | 13,1 | 6,6  | 1,9   | −2   | 6,7  |
| Норма осадков, мм             | 45   | 36   | 34   | 36   | 44   | 53   | 54   | 44   | 43   | 30   | 42    | 57   | 518  |
| Источник:                     |      |      |      |      |      |      |      |      |      |      |       |      |      |

## Транспорт
Действует ежедневный автобусный маршрут № 121 «Должанская — Ейск». Автостанция была снесена в 2019 году. Посадка на автобус осуществляется с помощью остановок расположенных по всей территории станицы.

## Достопримечательности
- Музей быта казаков.
- Свято-Троицкий храм.
- Коса Долгая — ландшафтный памятник природы Краснодарского края.
- В 2011 году состоялся фестиваль A-ZOV[17][18][19], который проводился ежегодно в конце июля некоторое время.
- Грязевое озеро Лебединое 46°38′57″ с. ш. 37°48′15″ в. д.HGЯO[20][21][22]

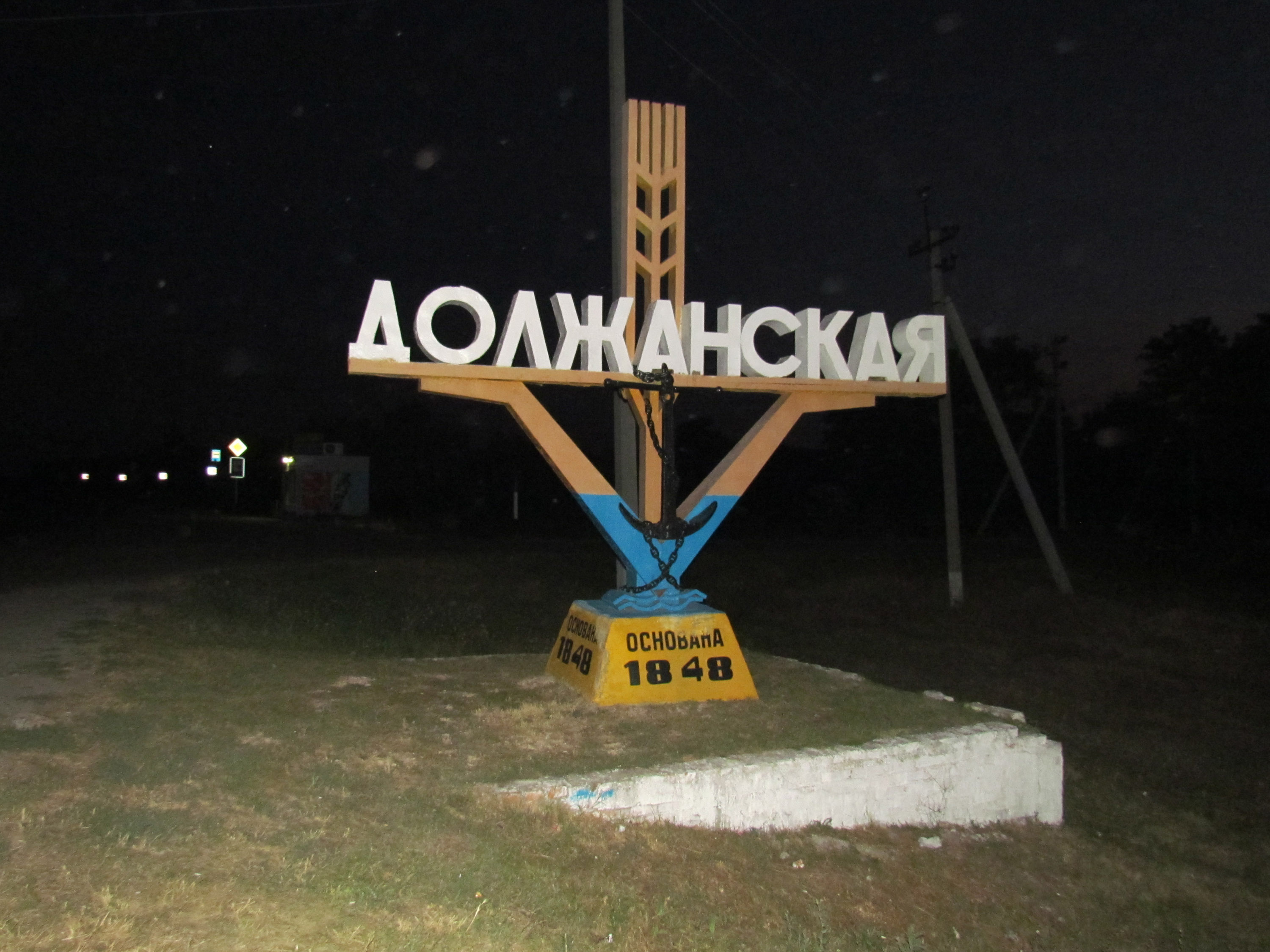
Станица Должанская
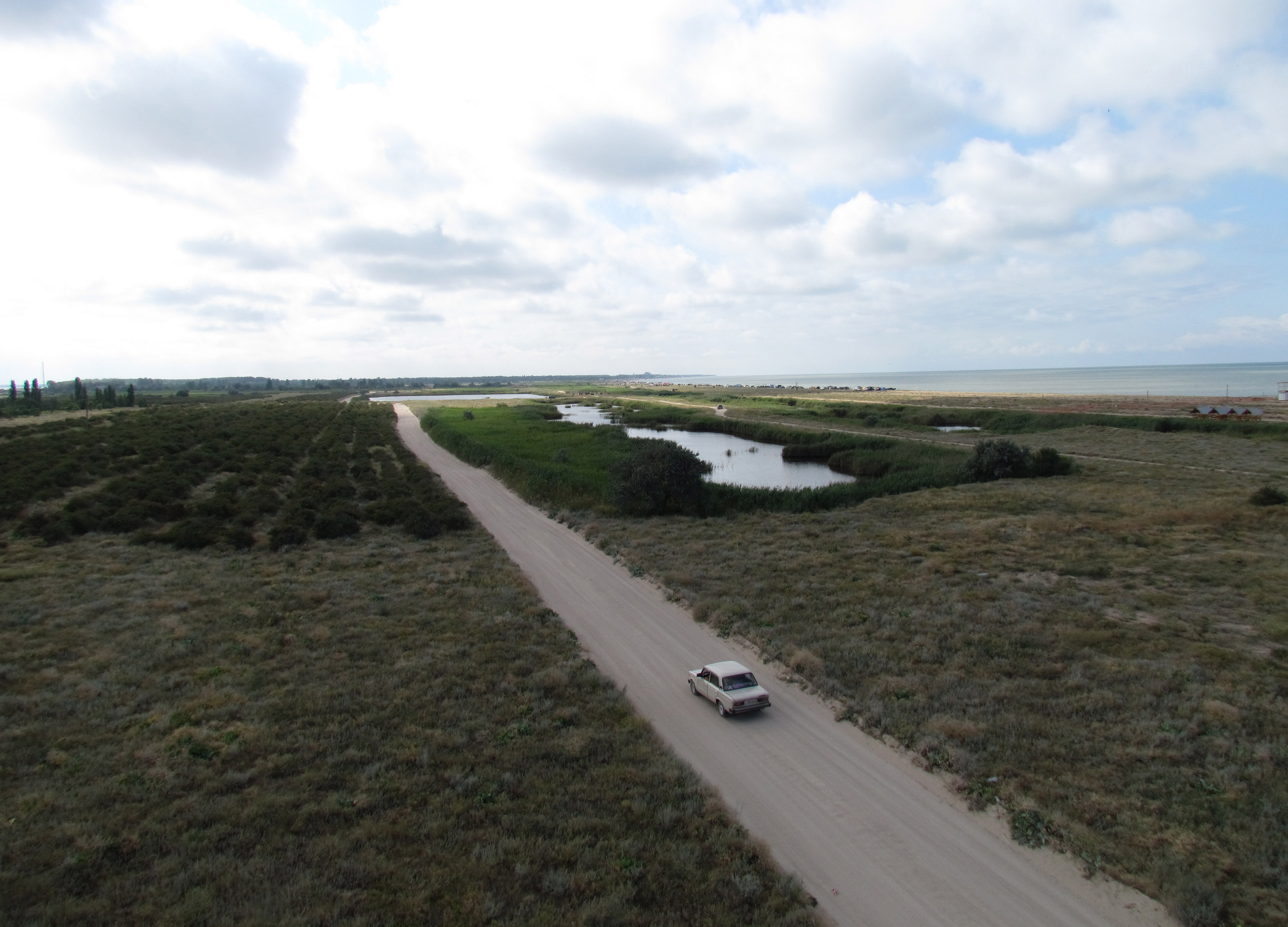
Дорога в станицу с косы Долгой
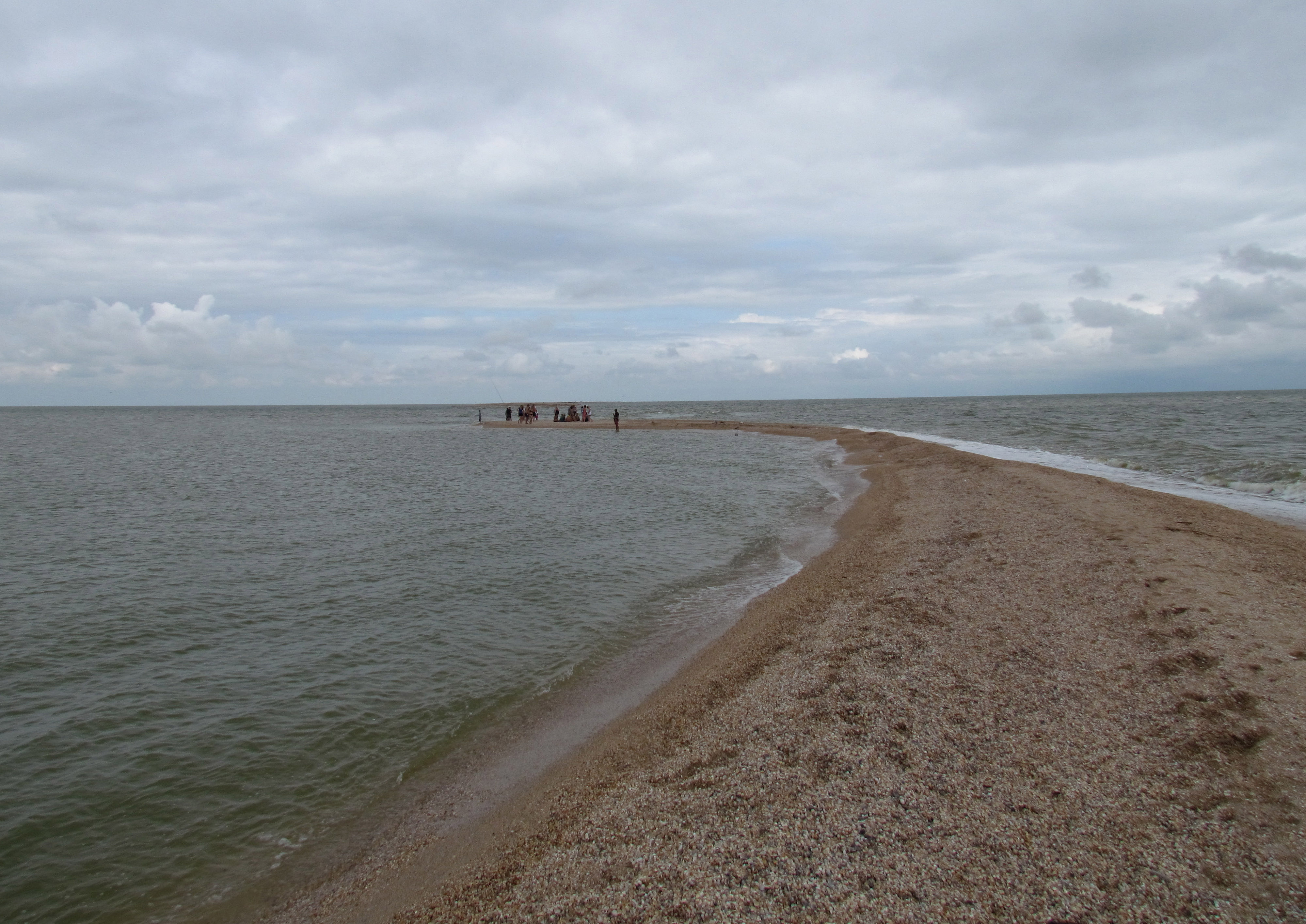
Край косы
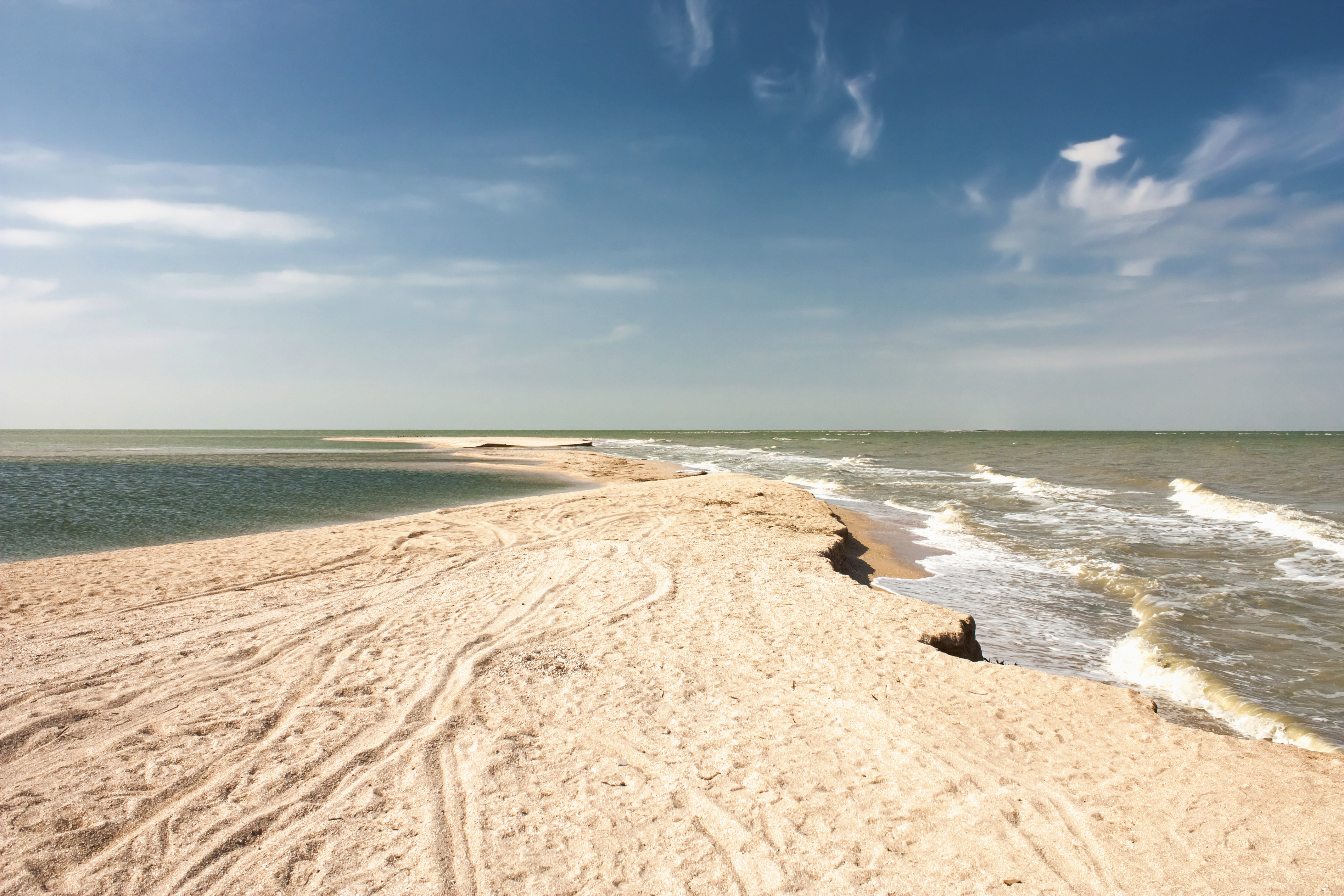
Коса Долгая, ландшафтный памятник, Краснодарского края
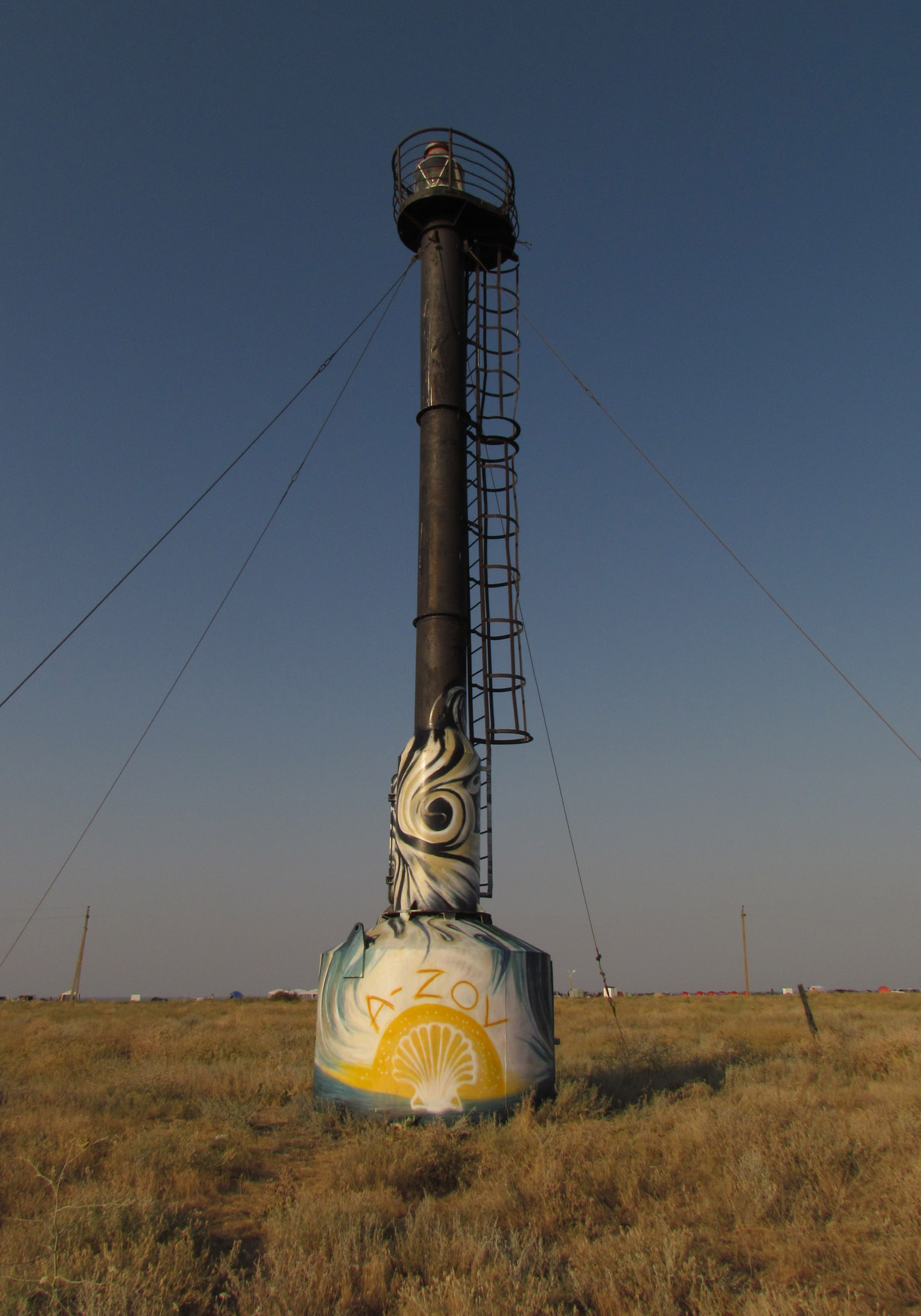
Башня маяка
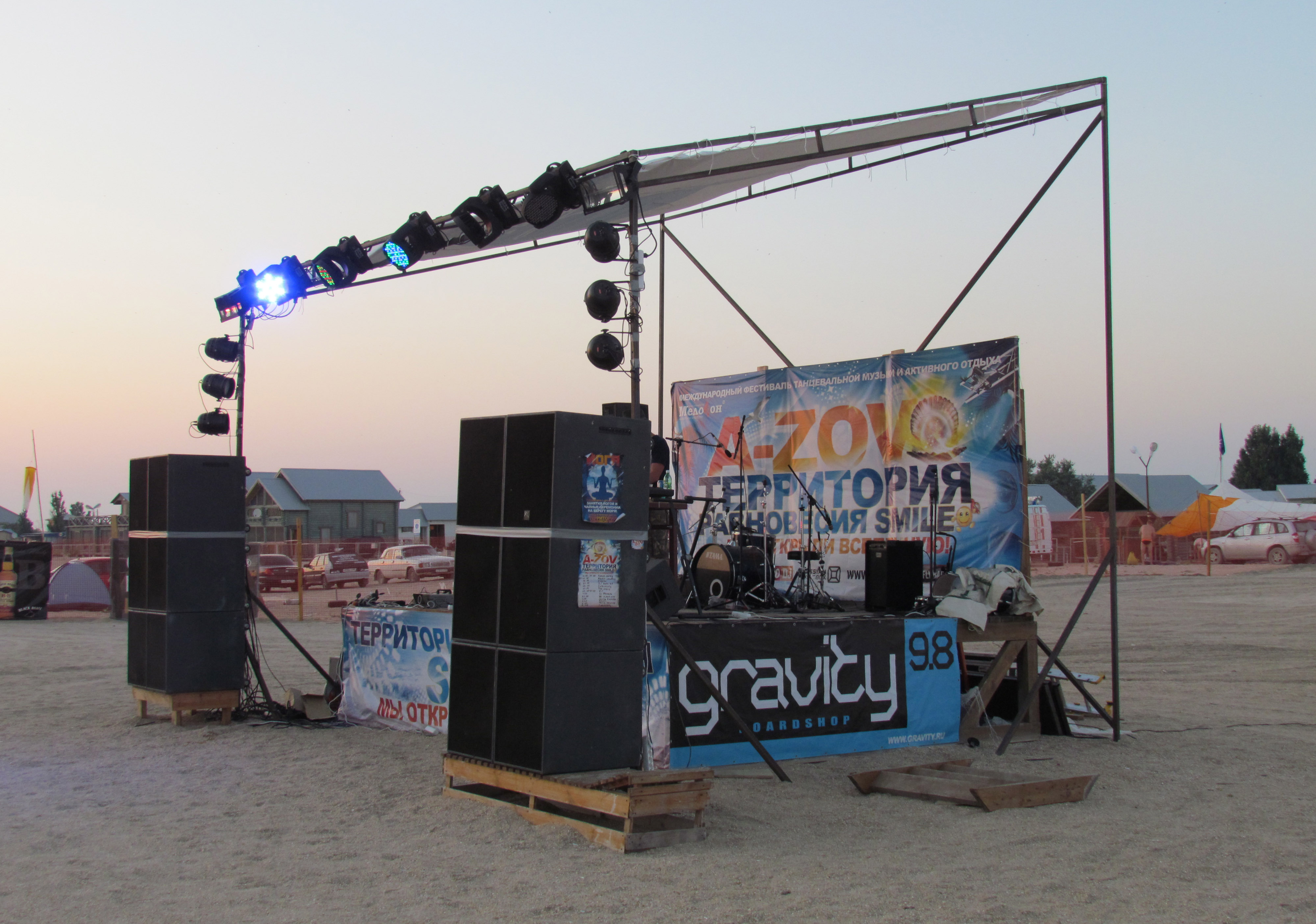
Танцпол A-ZOV днём
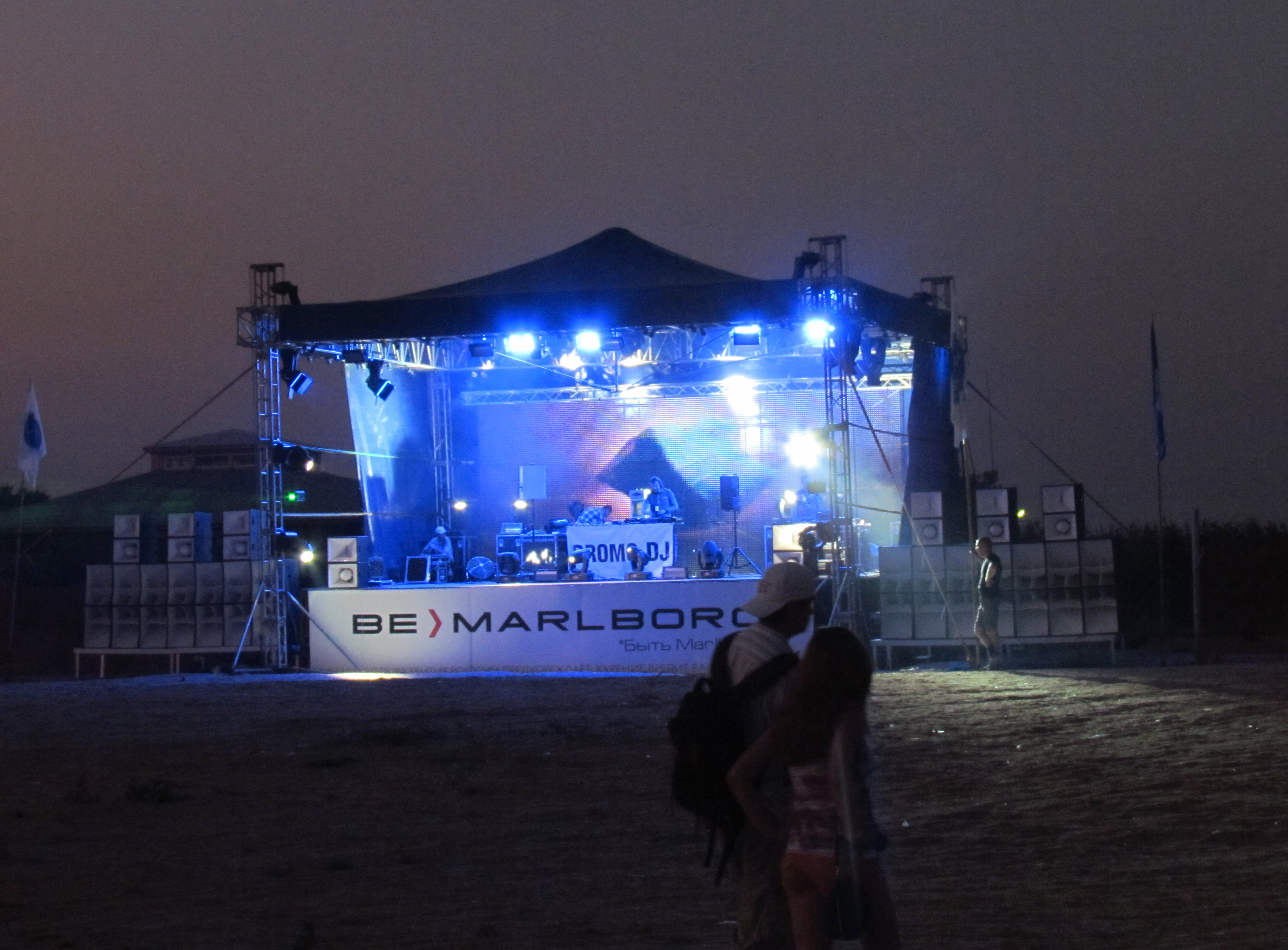
Танцпол A-ZOV ночью
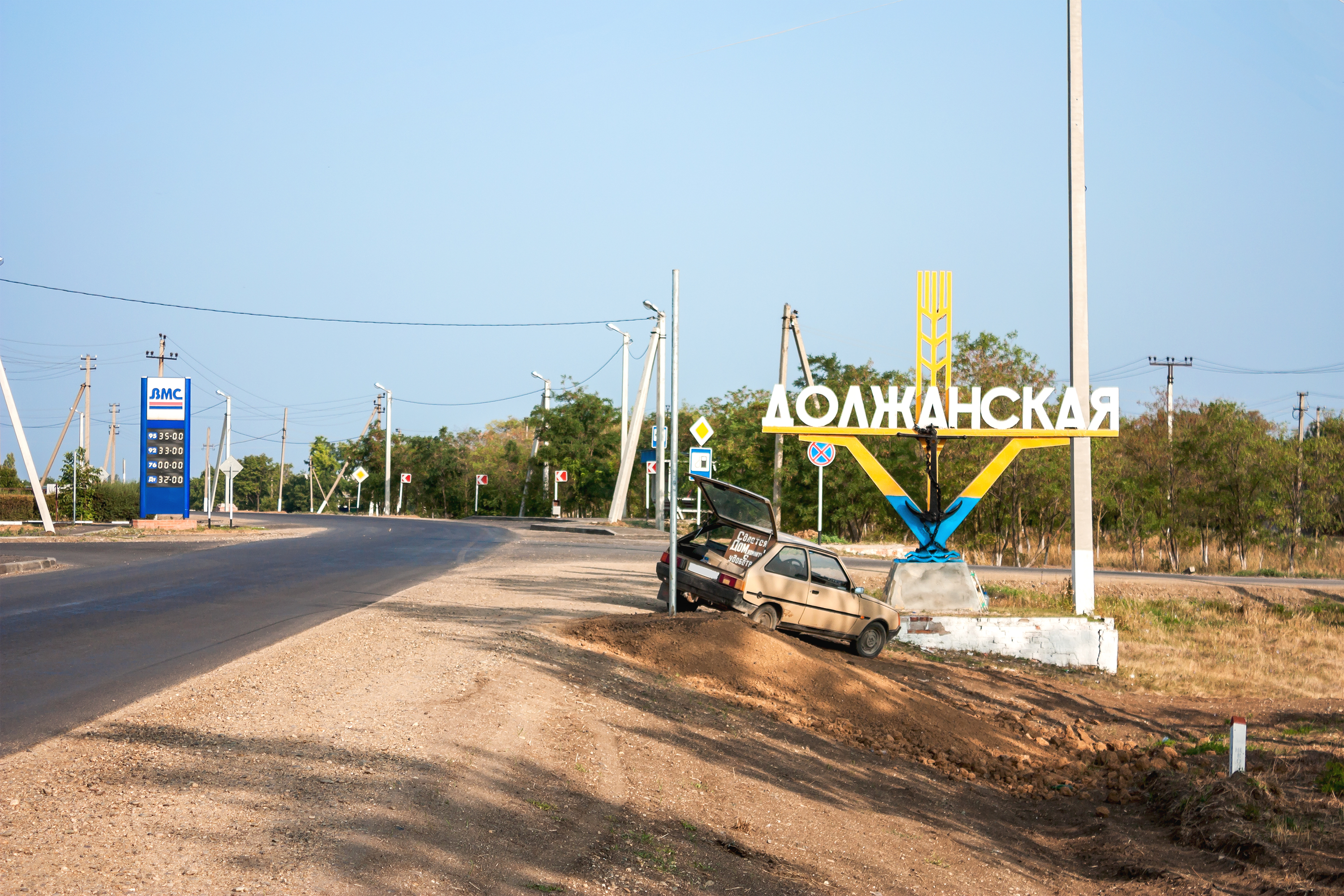
Въезд в станицу Должанская